# Leptorhoptrum robustum
Genre
Synonymes
- Nanavia Chamberlin & Ivie, 1933

Espèce
Synonymes
- Erigone robusta Westring, 1851
- Neriene huthwaitii O. Pickard-Cambridge, 1861
- Erigone uncta L. Koch, 1870
- Tmeticus formidabilis Simon, 1884
- Nanavia monticola Chamberlin & Ivie, 1933
- Robertus yasudai Yoshida, 2001

Leptorhoptrum robustum, unique représentant du genre Leptorhoptrum, est une espèce d'araignées aranéomorphes de la famille des Linyphiidae.

## Distribution
Cette espèce se rencontre en zone holarctique.

## Publications originales
- Westring, 1851 : Förteckning öfver de till närvarande tid Kände, i Sverige förekommande Spindlarter, utgörande ett antal af 253, deraf 132 äro nya för svenska Faunan. Göteborgs Kungliga Vetenskaps- och Vitterhets-samhälles Handlingar, vol. 2, p. 25-62.
- Chyzer & Kulczyński, 1894 : Araneae Hungariae. Budapest, vol. 2, p. 1-151.